# Hapona paihia
Hapona paihia là một loài nhện trong họ Toxopidae.
Loài này thuộc chi Hapona. Hapona paihia được miêu tả năm 1970 bởi Raymond Robert Forster.